# Epicharis
Epicharis  (лат.) — род пчёл, из трибы Centridini семейства Apidae. Собирательные волоски образуют так называемую корзинку. 

## Распространение
Неотропика: от Мексики до Аргентины. 

## Классификация
Около 30 видов.
- Epicharis affinis Smith, 1874
- Epicharis albifacies Friese, 1899
- Epicharis albofasciata Smith, 1874
- Epicharis analis Lepeletier, 1841
- Epicharis angulosa Snelling, 1984
- Epicharis cockerelli (Friese, 1900)
- Epicharis umbraculata (Fabricius, 1804) typus (=Centris umbraculata Fabricius, 1804)
- Другие виды